# Дмитрівська сільська рада (Березанський район)
Дми́трівська сільська́ ра́да — адміністративно-територіальна одиниця та орган місцевого самоврядування в Березанському районі Миколаївської області. Адміністративний центр — село Дмитрівка.

## Загальні відомості
- Територія ради: 3,729 км²
- Населення ради: 1 540 осіб (станом на 2001 рік)

## Населені пункти
Сільській раді були підпорядковані населені пункти:
- с. Дмитрівка
- с. Богданівка
- с. Ганнівка
- с. Єлизаветівка
- с. Журівка
- с. Комісарівка
- с. Олександрівка
- с. Червоний Поділ

## Склад ради
Рада складалася з 16 депутатів та голови.
- Голова ради: Масіна Світлана Миколаївна
- Секретар ради: Прядко Тетяна Іванівна

### Керівний склад попередніх скликань
| Прізвище, ім'я, по батькові   | Основні відомості                                            | Дата обрання | Дата звільнення |
| ----------------------------- | ------------------------------------------------------------ | ------------ | --------------- |
| Харланова Валентива Василівна | Сільський голова, 1958 року народження, член Народної партії | 26.03.2006   | 31.10.2010      |
| Масіна Світлана Миколаївна    | Сільський голова, 1973 року народження, освіта вища          | 31.10.2010   |                 |

Примітка: таблиця складена за даними сайту Верховної Ради України

### Депутати
За результатами місцевих виборів 2010 року депутатами ради стали:

#### За суб'єктами висування
| Суб'єкт висування           | Кількість обраних депутатів | %    |
| --------------------------- | --------------------------- | ---- |
| Партія регіонів             | 11                          | 68,8 |
| Комуністична партія України | 3                           | 18,8 |
| Самовисування               | 2                           | 12,5 |

#### За округами
| № округу                    | Прізвище, ім'я, по батькові     | Дата визнання обраним | Освіта  | Партійна приналежність            | Відомості про обраного депутата                   |
| --------------------------- | ------------------------------- | --------------------- | ------- | --------------------------------- | ------------------------------------------------- |
| Комуністична партія України |                                 |                       |         |                                   |                                                   |
| 3                           | Дуда Надія Володимирівна        | 01.11.2010            | середня | член Комуністичної партії України | Сільська рада, рахівник-касир                     |
| 11                          | Датій Микола Миколайович        | 01.11.2010            | середня | член Комуністичної партії України | тимчасово не працює                               |
| 13                          | Датій Володимир Пилипович       | 01.11.2010            | вища    | член Комуністичної партії України | пенсіонер                                         |
| Партія регіонів             |                                 |                       |         |                                   |                                                   |
| 1                           | Глущенко Сергій Володимирович   | 01.11.2010            | середня | член Партії регіонів              | КП «Водолій», директор                            |
| 2                           | Прядко Тетяна Іванівна          | 01.11.2010            | середня | член Партії регіонів              | Сільська рада, секретар                           |
| 6                           | Новіцький Станіслав Євгенійович | 01.11.2010            | середня | член Партії регіонів              | Дмитрівський ДЛВМ, ветеринарний лікар             |
| 7                           | Шевченко Іван Михайлович        | 01.11.2010            | середня | член Партії регіонів              | Одноосібник                                       |
| 8                           | Фустій Ігор Володимирович       | 01.11.2010            | середня | член Партії регіонів              | ПСП «Дмитрівка», механізатор                      |
| 9                           | Вук Стефан Стефанович           | 01.11.2010            | середня | член Партії регіонів              | пенсіонер                                         |
| 10                          | Вертопряхов Ольга Анатолівна    | 01.11.2010            | середня | член Партії регіонів              | Комісарівська загальноосвітня школа, техпрацівник |
| 12                          | Датій Олена Григорівна          | 01.11.2010            | середня | член Партії регіонів              | тимчасово не працює                               |
| 14                          | Кравченко Людмила Павлівна      | 01.11.2010            | вища    | член Партії регіонів              | Комісарівська загальноосвітня школа, вчитель      |
| 15                          | Гонсаренко Олександр Васильович | 01.11.2010            | середня | член Партії регіонів              | тимчасово не працює                               |
| 16                          | Гураль Галина Михайлівна        | 01.11.2010            | середня | член Партії регіонів              | ТОВ «ім. КЛ Петровського», завідувачка току       |
| Самовисування               |                                 |                       |         |                                   |                                                   |
| 4                           | Жердецький Вячеслав Олексійович | 01.11.2010            | середня | позапартійний                     | тимчасово не працює                               |
| 5                           | Крахмаленко Катерина Василівна  | 01.11.2010            | середня | позапартійна                      | «Оранта», страховий агент                         |